# (191857) Illéserzsébet
(191857) Illéserzsébet, désignation internationale (191857) Illeserzsebet, est un astéroïde de la ceinture principale.

## Description
(191857) Illeserzsebet est un astéroïde de la ceinture principale. Il fut découvert le 12 novembre 2004 à Piszkesteto par Krisztián Sárneczky. Il présente une orbite caractérisée par un demi-grand axe de 2,88 UA, une excentricité de 0,10 et une inclinaison de 4,2° par rapport à l'écliptique.

## Compléments